# Création Numérique (revue)
 (septembre 2023).
 (septembre 2023).
Création Numérique était un magazine spécialisé à destination des professionnels de la création numérique. Il proposait un tour complet de l'actualité champs d'activité graphique (innovations,techniques, conseils,matériels et logiciels), essentiellement dans les domaines de la création 2D (PAO, retouche photographique, typographie, &c.). Il parut sous ce nom, puis, après fusion avec le magazine Pixel (spécialisé 3D, vidéo, effets spéciaux), fut renommé Créanum. La rédactrice en chef de Créanum fut Stéphanie Guillaume; succédant à Jef Tombeur. Ce magazine fut disponible au numéro dans les kiosques ou à l'abonnement via des sociétés collectrices d'abonnement telles qu'Info-Presse.